# Homesick (chanson de Dua Lipa)
Pour les articles homonymes, voir Homesick.
Singles de Dua Lipa
New Rules
(2017) IDGAF
(2018)
Clip vidéo
[vidéo] « Homesick », sur YouTube

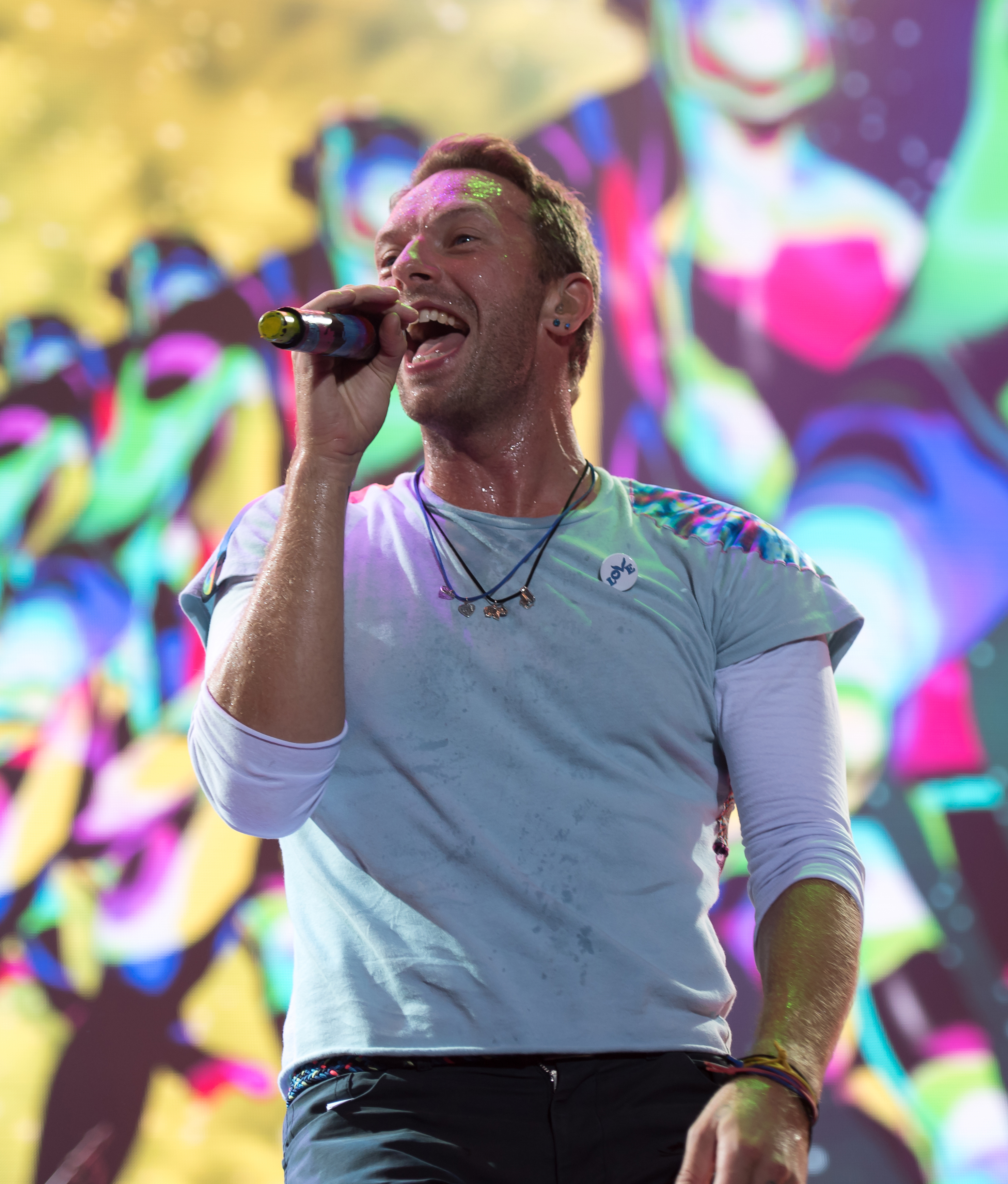
Chris Martin dans un festival à Hambourg

Homesick est une chanson de la chanteuse anglaise Dua Lipa en duo avec le chanteur Chris Martin du groupe Coldplay. Elle est sortie en single le 1er décembre 2017 sur le label Warner Bros. Records, et plus tard le même mois pour diffusion à la radio en Belgique et aux Pays-Bas,,. La chanson s'est classée dans les deux pays.

## Historique et contexte
Début 2017, Dua Lipa s'est rendue aux États-Unis, à Malibu en Californie pour enregistrer avec Chris Martin, le chanteur du groupe de pop rock Coldplay. Dua Lipa a décrit l'ajout de dernière minute à son album comme « la plus belle chanson » de l'album. Dua Lipa a révélé la collaboration le 8 mai 2017, lors d'un concert à Singapour.

## Réception

### Accueil critique
Homesick a été acclamé par les critiques de musique, qui ont loué ses paroles et sa composition. Neil Z. Yeung d'AllMusic a déclaré que « Homesick révèle la vulnérabilité et la douceur de Dua Lipa » et a souligné les similitudes de la chanson avec Everglow de Coldplay, chanson également écrite par Chris Martin. Il a également déclaré que la chanson est très différente des autres pistes de l'album et loue Homesick comme « un excellent premier effort ». Ben Hogwood de MusicOMH est positif sur le duo qui selon lui « apporte une certaine tendresse bienvenue et un véritable sentiment de nostalgie ».

### Accueil commercial
Homesick a obtenu de nombreux streams et de passages radio en Belgique et aux Pays-Bas en fin 2017 et 2018, afin de se classer dans les hit-parades des deux pays. En Belgique, la chanson a également été certifiée or pour avoir vendu plus de 15 000 unités.
Homesick a atteint la 2e place du Nederlandse Top 40 et la première place du classement Airplay aux Pays-Bas et en Belgique la 12e place de l'Ultratop 50 flamand. Elle ne s'est pas classée en Belgique francophone.

## Crédits
Crédits provenant des notes d'accompagnement de Dua Lipa.
- Dua Lipa – chant, écriture
- Chris Martin – chœurs, écriture, piano
- John Davis – mastérisation
- DJ Swivel – mixage audio
- Bill Rahko – ingénieur du son
- Alekes Von Korff – assistant ingénieur du son

## Classements et certifications
| Classement (2017-18)                   | Peak position |
| -------------------------------------- | ------------- |
| Belgique (Flandre Ultratop 50 Singles) | 12            |
| Belgique (Flandre Ultratop 50 Airplay) | 4             |
| Pays-Bas (Nederlandse Top 40)          | 2             |
| Pays-Bas (Airplay Top 40)              | 1             |
| Pays-Bas (Single Top 100)              | 14            |
| Pays-Bas (Mega Top 50)                 | 5             |

| Classement (2018)             | Position |
| ----------------------------- | -------- |
| Belgique (Flandre Ultratop)   | 47       |
| Pays-Bas (Nederlandse Top 40) | 16       |
| Pays-Bas (Mega Top 50)        | 37       |

| Classement (2019) | Position |
| ----------------- | -------- |
| Portugal (AFP)    | 2822     |

### Certifications
| Région | Certification | Ventes/Streams |
| --- | ------------- | -------------- |
| Belgique (BEA)                                                                                            | Or            | 15 000*        |
| Royaume-Uni (BPI)                                                                                         | Argent        | 200 000‡       |
| *Ventes selon la certification xNon précisé par la certification ‡ventes/streaming selon la certification |               |                |

## Historique de sortie
| Région   | Date              | Format                                 | Label(s)     | Réf.  |
| -------- | ----------------- | -------------------------------------- | ------------ | ----- |
| Divers   | 1er décembre 2017 | - Téléchargement - streaming           | Warner Bros. | [ 1 ] |
| Belgique | 8 décembre 2017   | Diffusion radio (succès contemporains) | Warner Bros. | ,     |
| Pays-Bas | 8 décembre 2017   | Diffusion radio (succès contemporains) | Warner Bros. | ,     |